# 東京工科自動車大学校
東京工科自動車大学校（とうきょうこうかじどうしゃだいがくこう）は、学校法人小山学園が設置する専門学校である。中野区にある本校に加え、世田谷区と品川区にそれぞれ世田谷校と品川校があり、法令上は3校それぞれが独立した学校である。

## 概観

### 設置学科
(世田谷校)
- 1級自動車エンジニア科(4年制)

自動車メーカー・自動車部品メーカーを就職のターゲットとし,「ものづくり」の精神でカリキュラムを組んである。卒業時の取得称号は「高度専門士」
- 自動車整備科(2年制)

自動車ディーラーを就職のターゲットとし,自動車の整備を中心としたカリキュラム。卒業時の取得称号は「専門士」
- 自動車整備2級科 (夜間学科 3年制)

自動車整備科の夜間学科。スタンスとしては自動車整備科と同じ。卒業時の取得称号は「専門士」
(中野校)
- 1級自動車整備科(4年制)
- 自動車整備科(2年制)
- エンジンメンテナンス科(2年制)

### 所在地
（世田谷校）
- 東急田園都市線「桜新町駅」徒歩6分

（中野校）
- JR中央線快速、中央・総武緩行線、東京メトロ東西線「中野駅」徒歩10分
- JR中央・総武緩行線、都営地下鉄大江戸線「東中野駅」 徒歩10分

## 沿革
（中野校）
- 2010年4月 - 東京工科専門学校を1級自動車整備科（4年制）・自動車整備科・エンジンメンテナンス科の3学科体制とし、専門学校東京工科自動車大学校へ校名変更（これ以前の沿革については学校法人小山学園を参照）

（世田谷校）
- 1980年7月 - 東京工科専門学校に世田谷校舎（二子玉川分教室）を開設
- 1985年4月 - 世田谷区に東京工科第二専門学校設立、自動車科設置
- 1990年4月 - 東京工科専門学校世田谷校と校名変更、自動車整備科設置
- 1991年4月 - 自動車研究科（1年制）設置
- 1997年4月 - 自動車整備2級科（夜間3年制）、自動車整備3級科（夜間1.5年制）設置
- 2000年9月 - 新実習棟設立
- 2005年6月 - 世田谷区桜新町に新築移転
- 2006年4月 - 専門学校東京工科自動車大学校世田谷校と校名変更、1級自動車研究科(2年制)設置
- 2007年4月 - 1級自動車エンジニア科(4年制)設置

## 関連校
- 東京工科自動車大学校品川校
- 専門学校東京テクニカルカレッジ